# Mary Reynolds
Mary Louise Hubacheck Reynolds (de soltera Hubacheck; 1891-30 de septiembre de 1950) fue una artista y encuadernadora estadounidense. Se la conoce por su relación romántica y colaboración artística con el artista Marcel Duchamp, así como por su papel en apoyo a la Resistencia francesa durante la ocupación nazi en París.

## Biografía
Nació en 1891 en Minneapolis, Minnesota. Procedía de una familia acomodada y durante su infancia asistió a la escuela pública en Minneapolis. En 1909 se trasladó a la costa este para estudiar en el Vassar College, donde se graduó con una licenciatura en artes en 1913. Después de graduarse, regresó a Minneapolis para realizar estudios de posgrado en la Universidad de Minnesota.
En su estancia en la Universidad de Minnesota conoció a Matthew Givens Reynolds, con quien se casó el 24 de julio de 1916. Durante su compromiso, Matthew recibió una oferta para trabajar en Nueva York, por lo que la pareja se trasladó a esta ciudad, estableciéndose en Greenwich Village, donde ella conoció la bohemia artística de la época y tuvo un primer encuentro con  Marchel Duchamp. En noviembre de 1917, su marido se alistó en la Primera Guerra Mundial y, aunque sobrevivió al combate, murió de gripe en Europa el 10 de enero de 1919. Tras la muerte de su marido, regresó brevemente a Minneapolis. Su familia la animó a que se estableciera de nuevo y se volviera a casar, pero a ella esta opción le pareció poco satisfactoria. En abril de 1921 se marchó a París y se instaló en Montparnasse.

## Vida en París
Una vez establecida en París, se convirtió rápidamente en una socialite debido a su relación con el novelista, pintor y poeta Laurence Vail. En 1923, se reencontró con Marchel Duchamp a través de sus relaciones en la sociedad parisiense y dio comienzo una relación entre ellos. Sin embargo, Duchamp no fue fiel y mantuvo relaciones con otras mujeres durante ese tiempo. Aunque nunca se casaron, a partir de 1927 los dos vivieron en estrecha relación: vivían juntos, iban de vacaciones juntos y eran vistos juntos en público.
En 1929, Reynolds empezó a trabajar en  el taller del maestro encuadernador francés Pierre Legrain. El estilo de encuadernación de Legrain era principalmente modernista, en contraste con la tradición de encuadernación de libros francesa, de estilo clásico. La influencia de Legrain, así como la de Duchamp, llevó a Reynolds a adoptar un estilo de encuadernación de libros relativamente vanguardista, influenciado por el surrealismo francés. Ella misma realizó muchas encuadernaciones, alguna de ellas en colaboración con Duchamp, como la que hizo para Ubu Roi de Alfred Jarry.
Durante la década de 1930, estabilizó su relación con Duchamp y, además de la continua colaboración entre los dos, trabajó activamente como encuadernadora. Aunque no compartían un estudio de trabajo, su casa común se consideraba en sí misma un asunto estético extravagante y acogía con frecuencia a los literatos y artistas de la época. Esto duró hasta la ocupación nazi de París, lo que dificultó su relación. Duchamp se fue a las zonas desocupadas de París, instando a Reynolds a unirse a él. Ella se negó, argumentando que la ocupación no suponía ningún problema para su vida, y le escribió a Duchamp: “No te preocupes, nada de torturas, ni de barcos durante seis meses... Condiciones aceptables aquí y ninguna emoción". Duchamp finalmente se fue a Nueva York en 1942.
A principios de la década de 1940, Reynolds desempeñó un papel activo en la Resistencia francesa. También brindó apoyo financiero a varios amigos durante la ocupación. En particular, ayudó al artista Jean Hélion a esconderse de los nazis tras escapar de un campo de prisioneros alemán en 1942. A finales de 1942, se dio cuenta de que estaba bajo la vigilancia de la Gestapo y planeó abandonar el París ocupado. Escapó a España cruzando los Pirineos. Tras algunas dificultades, llegó a Madrid el 14 de diciembre de 1942. El 6 de enero de 1943 regresó a Nueva York en avión.

## Vida posterior
Ella y Duchamp vivieron juntos en Greenwich Village hasta 1945, donde, añoraba su antigua vida en París, por lo que en 1945, seis semanas después de que terminara la guerra, se trasladó a esta ciudad. Duchamp se unió a ella por poco tiempo, pero finalmente se trasladó en 1947. Durante este período, su interés por la encuadernación disminuyó y, entre 1945 y 1947, trabajó principalmente como representante en París de la revista de arte View.  Su salud se fue debilitando gradualmente por las tensiones sufridas durante su huida de la ocupación, y en abril de 1950 ingresó en el American Hospital en Neuilly. Se descubrió que padecía cáncer de endometrio. Enfermedad de la que murió el  30 de septiembre de 1950 en su casa de París, con Marchel Duchamp a su lado.